# Pavle Šegula
Pavle Šegula, slovenski planinec in gorski reševalec, * 10. december 1923, Kranj, † 26. december 2017, Škofja Loka.

## Življenjepis
Rodil se je 10. decembra 1923 v Kranju materi Pavli, gospodinji, in očetu Francu, strojnemu ključavničarju. V osnovno šolo in sedem razredov realne gimnazije je hodil v Kranju, osmi razred in maturo pa končal po vojni leta 1945, v šoli za borce in aktiviste v Ljubljani. Po vojni je ob delu študiral elektrotehniko – smer šibki tok – na Univerzi v Ljubljani in diplomiral leta 1957. Konec petdesetih let je v Delftu na Nizozemskem opravil tečaj upravljanja male industrije.
Med drugo svetovno vojno je bil do odhoda v partizane aktivist OF in pisar na davkariji v Kranju, od februarja 1944 pa borec in propagandist v Kamniško-zasavskem odredu. Poleti 1944 je kot prevajalec spremljal poročnika ameriške misije Gordona Busha, kasneje pa v Črnomlju dokončal radiotelegrafski tečaj pri Oficirski šoli NOV in POS.
Od jeseni 1945 do leta 1966 je bil zaposlen na Republiškem sekretariatu za notranje zadeve SRS, nekaj mesecev v Zavodu za avtomatizacijo v Ljubljani in potem do upokojitve julija 1975 pri Podjetju za PTT promet Ljubljana.

## Planinstvo
Prve planinske korake je Pavle Šegula naredil na domači Šmarjetni gori in Joštu, nadaljeval pa s Sv. Lovrencem nad Bašljem. Prva resna gora je bil Storžič, sledil je Mali Grintovec in Zaplata, pa že Triglav in prečenje do Bohinja. Po vojni je mnogokrat obhodil večino vrhov v Kamniško-Savinjskih in Julijskih Alpah, Karavanke, Pohorje, v Visokih Turah je osvojil Veliki Klek, Eiskögele, Johannisberg, Wiesbachhorn, Hochalmspitze, Ankogel ter kraljestvo Groß Venedigerja. Bil je v Visokih Tatrah, osvojil Mont Blanc du Tacul, bil na odpravi v Kavkazu (vrhovi Misses-Tau, Canner, Bašha-Aus, Pik Brno), v Pamirju pa Razdelno in sedemtisočak Pik Lenina. Tudi po upokojitvi leta 1975 je obiskoval bližnje vrhove Lubnik, Blegoš, Ratitovec in Porezen, Ožbolt, Osovnik, Soriško planino.
V Planinsko društvo Ljubljana-Matica se je včlanil leta 1958.
Bil je delegat Republiškega sekretariata za notranje zadeve SRS v Komisiji za GRS pri PZS. V Komisijo za GRS pri PZS je prišel spomladi 1960. Leta 1963 je pričel z delom v Komisiji za odprave v tuja gorstva (KOTG) pri PZS.
Kot delegat GRS v IKAR se je po letu 1962 specializiral za problematiko snega in plazov ter s člani Podkomisije za plazove GRS poskrbel za razvoj varstva v Sloveniji. V okviru IKAR, kjer je delal 27 let, je bil začet tudi šest jezični slovar Sneg in plazovi, ki mu je za dodal še razlage gesel v slovenskem jeziku, kar mu daje vrednost učbenika.
Pripravil je priročnika za planince Nevarnosti v gorah in Sneg, led, plazovi, prevedel avstrijski priročnik Plazovi ter ameriški priročnik Podhladitev, omrzline in druga škoda zaradi mraza. Skrbel je za slovensko besedišče v obeh Slataperjevih slovarjih za planince, poslovenil francoski priročnik Gorska reševalna služba v Franciji ter brošurico Gore in zdravje, namenjeno alpinistom in članom odprav. Napisal je skripta za minerje snežnih plazov, prevedel Isslitzerjevo brošuro za vodnike plazovnih psov, sodeloval v zbornikih posvetovanj Gore in varnost, bil soavtor Planinskega terminološkega slovarja, priročnika Življenje v naravi in pisal članke in predaval.

## Odlikovanja in nagrade
Tito, predsednik SFRJ, ga je odlikoval z redom zasluge za narod s srebrno zvezdo (1951) in s srebrnimi žarki (1973) ter z redom dela z zlatim vencem (1964).
Leta 2006 je prejel častni znak svobode Republike Slovenije z naslednjo utemeljitvijo: »za prizadevno delo v planinski organizaciji in posebej v Gorski reševalni službi«.
Za delovanje v telesni kulturi so mu podelili Bloudkovo plaketo (1973), Bloudkovo nagrado (1998) in diplomo Mednarodnega olimpijskega komiteja za prostovoljno delo pri razvoju športa in olimpizma ter za napredek prijateljstva in solidarnosti med ljudmi (2001).
Za privrženost planinstvu je dobil srebrna in zlata znaka Planiske zveze Jugoslavije in PZS ter plaketo in svečano listino PZS (1993). Gorska reševalna služba Slovenije mu je za 25 let dela podelila častno članstvo in za več kot 35 let dela priznanje, IKAR pa častno članstvo (2006).